# Mimusops perrieri
Mimusops perrieri är en tvåhjärtbladig växtart som beskrevs av René Paul Raymond Capuron och André Aubréville. Mimusops perrieri ingår i släktet Mimusops och familjen Sapotaceae. Inga underarter finns listade i Catalogue of Life.